# Karl-Ludwig Weiss

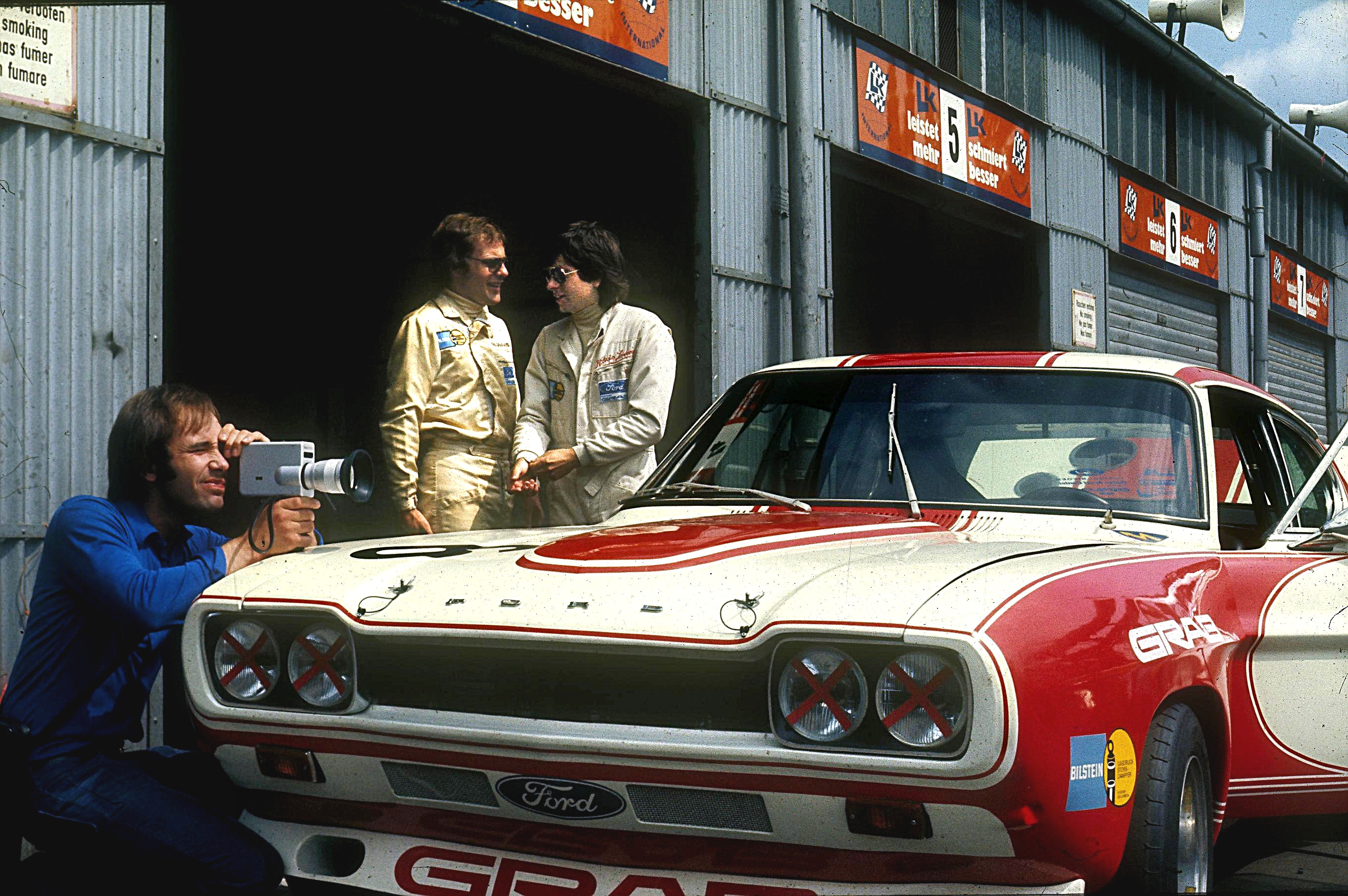
Karl-Ludwig Weiss (links) und Klaus Ludwig beim 6-Stunden-Rennen auf dem Nürburgring 1973

Karl-Ludwig Weiss (* 1947; † 2009) war ein deutscher Autorennfahrer und Unternehmer.

## Karriere
Karl-Ludwig Weiss begann seine Rennfahrerlaufbahn zum Ende der 1960er Jahre im Tourenwagen-Motorsport. In der Deutschen Automobil-Rundstrecken-Meisterschaft (DARM) fuhr er mit einem Fiat-Abarth 850 TC bereits 1969 einige Siege in der Tourenwagenklasse bis 850 cm³ ein und belegte nach der Rennsaison den 6. Gesamtplatz. 1970 konnte er sein Saisonergebnis verbessern und errang den 3. Platz in der Gesamtwertung.
Ein Jahr später wechselte er auf einen Fiat-Abarth 1000 TCR, mit dem er trotz anfänglich zweier Rennen ohne Teilnahme noch durch eine erfolgreiche restliche Rennsaison auf den 7. Gesamtplatz vorfahren konnte.
1972 wurde die DARM in den Deutschen Automobil-Rundstrecken-Pokal umgewandelt. Weiss konnte sich mit seinem Fiat-Abarth 1000 TCR den Sieg in der Bergstreckenmeisterschaft sichern und wurde Vize-Meister der Rundstreckenpokalmeisterschaft.
Zur nachfolgenden Saison stieg er auf einen Ford Capri RS 2600 um und fuhr damit in der 1. Division der Deutschen Rennsport-Meisterschaft (DRM) und im Deutschen Automobil-Rundstrecken-Pokal. In dem Jahr konnte er an die großen Erfolge der vorherigen Jahre nicht anknüpfen und beendete die DRM-Saison mit dem 10. Gesamtplatz.
1974 startete Weiss zusammen mit Waltraud Odenthal noch einmal in der Tourenwagen-Europameisterschaft in der Zandvoort Trophy und erreichte dort den 11. Rang.
 Danach beendete er seine Rennfahrerlaufbahn und stieg im elterlichen Fiat- und Lancia-Autohaus ein, das heute sein Sohn führt. Karl-Ludwig Weiss starb 2009 plötzlich an einem Krebsleiden.